# Каменское (Никопольский район)
Каменское (укр. Кам'янське) — посёлок,
Приднепровский сельский совет,
Никопольский район,
Днепропетровская область,
Украина.
Код КОАТУУ — 1222986002. Население по переписи 2001 года составляло 2563 человека. Население по данным 2025 года составляет 2177 человек.

## Географическое положение
Посёлок Каменское находится на правом берегу Каховского водохранилища,
выше по течению на расстоянии в 1,5 км расположен город Никополь,
ниже по течению на расстоянии в 0,5 км расположено село Приднепровское.
Через посёлок проходят автомобильные дороги Н-23, Т-0809 и
железная дорога, станция Платформа 105 км в 2-х км.

## Экономика
- Новопавловский гранитный карьер, ОАО.
- Никопольский мясокомбинат.

## Объекты социальной сферы
- Школа.
- Детский сад.
- Сельская библиотека.
- ФАП.